# Glossa interlineare
In linguistica, una glossa interlineare consiste in una serie di descrizioni, complete o parziali, di una parola, un testo o di una frase, corredate dalla traduzione degli stessi. Queste descrizioni sono effettuate mediante l'uso di un metalinguaggio e mostrano le caratteristiche morfologiche e sintattiche della parola, frase o testo in questione.

## Struttura
Esempio di glossa interlineare di una frase in lingua lesga.
| Gila                                           | abur-u-n     | ferma    | hamišaluǧ  | güǧüna | amuq'-da-č.   |
| ora                                            | loro-obl-gen | fattoria | per.sempre | dietro | stare-fut-neg |
| "Ora la loro fattoria non rimarrà per sempre." |              |          |            |        |               |
La prima riga contiene il testo della lingua glossata: ogni morfema è separato da un trattino "-". La seconda riga consiste nella glossa vera e propria dove per ogni morfema individuato nella prima riga viene dato il significato nel metalinguaggio (in questo caso, l'italiano). Generalmente, i morfemi grammaticali sono segnalati mediante l'uso di abbreviazioni scritte in maiuscoletto. La terza riga presenta invece la traduzione nel metalinguaggio.